# シュラウド
シュラウド（しゅらうど、英: shroud）とは、直訳では覆うもの、幕という意味になるが、原子力発電分野においては原子炉圧力容器内で燃料集合体と制御棒が配置された原子炉内中心部の周囲を覆っている、円筒状のステンレス製構造物である。本項では、主として原子力発電分野でのシュラウドについて説明する。

## 概要
シュラウドが使用されるのは沸騰水型原子炉である。したがって、他の原子炉一次系を構成する構造物同様、運転中は摂氏300℃弱、70気圧前後の環境下に晒され、さらに燃料集合体より多量の放射線を受ける。

### シュラウドの支持
リンク先の東京電力ウェブサイトの図を見れば分かるように、シュラウドが設けられているのは圧力容器の中ほどの部分であり、底部から一様に伸びているわけではない。シュラウドを構成する円筒の下部は、シュラウドサポートと呼ばれる部材により支えられている。シュラウドサポートはさらにプレート、レグ、シリンダの3つの部材に分けられる。
プレート
圧力容器側壁とシュラウド底部をつなぐ、バームクーヘン状の部材（厚さは薄く、直径との比率からすればワッシャ状）。バームクーヘンでいう「実」の部分にも小さな円形の穴が幾つも空けられているが、これは上部の圧力容器側壁全周に設置されているパイプ状の機材「ジェットポンプ」を通すためである。なお、ジェットポンプは再循環してきた炉心の冷却水を、下向きの水流として流すためにある。
レグ
圧力容器底部からシュラウドを支える脚部を構成する。形状としては直方体状の部材。数本のレグによりシュラウドが支えられる。
シリンダ
シュラウドと同じく円筒状の形状でレグの上に載せられ、シリンダの上部にはシュラウドが載った形になっている。シリンダをシルクハットに見立てた場合、帽子のつばの部分がプレートとなり、つばの端は圧力容器に接する。
圧力容器底面とレグ、レグとシリンダ、シリンダとプレート、プレートと圧力容器側面はそれぞれ溶接され、サポートとして一体化している。

### シュラウド内部
シュラウド内部には燃料集合体と制御棒が挿入されているが、円筒の下部と上部にはそれぞれ蜂の巣状に穴が空けられたプレートが設置される。穴が空けられているのは燃料集合体と制御棒、水流を通すためである。これらの板はボルトで固定されている。上から順に説明すると次のようになる。
シュラウドヘッド
文字通り、シュラウドの「蓋」に当たる。
上部格子板
シュラウドヘッドの下に設置されている。
炉心支持板
シュラウド底部より若干上に設置されている。穴が空けられていることで、制御棒駆動機構により下側から制御棒が挿入できる。

### シュラウドの役割
上記のようにして設置されているシュラウドは2つの役割がある。
燃料集合体の横ぶれ抑制
「炉心の燃料集合体を支える傘立」として機能する。燃料集合体はその下部で制御棒案内管により支えられ、制御棒案内管は圧力容器底部に支えられている。これがいわば「傘立てに差し込まれる傘」であり、燃料の上部は上部格子板、制御棒案内管の上部は炉心支持板により支えられる。このようにして、燃料集合体は横方向に力がかかってもぶれることがない。言い換えれば「シュラウドは燃料集合体を正しい位置に保持する」という役目を負っているという。軽水炉においては水と燃料の位置関係は反応度に関係するため、この役目は重要である。
LOCA時に内釜として水を貯める
圧力容器から出入りする再循環系配管など、大口径配管の破断事故が発生した際、圧力容器本体は水を貯める役割を果たせなくなる。この時、原子炉はスクラムして下部からは制御棒が挿入され、シュラウドが内釜の役割を果たす。それと同時に非常用炉心冷却系により、シュラウド内に注水が開始されるように設計されている。
冷却水の流れをガイドする
シュラウドの機能として補助的に挙げられる。ジェットポンプを通じて圧力容器底部に供給された冷却水は上部に向けて流れ、その過程で沸騰し、シュラウドヘッド上部に設けられた汽水分離器により蒸気が分離され、蒸気タービンに送られる。
なお、シュラウドは中央部で直径約5m、高さ7m弱、肉厚は胴部で50mmのオーステナイト系ステンレスである。これに対し、圧力容器の肉厚は約160mm前後ある。シュラウドには、放射性物質を閉じ込める役割は期待されていない。

### 問題点
シュラウドについて問題視されるのが、応力腐食割れによる亀裂の進展、劣化である。特に、原子力発電草創期に製造された原子力プラントにおいては、応力腐食割れを発生しやすい性質を持つSUS304と呼ばれるオーステナイトステンレスが各所に使用され、シュラウドもその例外ではなかった。ただし、シュラウドは圧力容器と異なり、内外の圧力差はほとんど無く、推進側の中には「原子炉の運転中、シュラウドの内外の圧力差は少ないため殆ど応力はかかっていません。地震時にシュラウドに要求される強度は、シュラウド自身と燃料集合体の横揺れを防ぐことです。応力腐食割れ程度の割れがあっても剛性は低くならないので心配はいりません。」という主張が見られる。しかしながら、この問題に対処するため、初期プラントに対しては下記に示すようなシュラウド交換技術の開発が促され、実施に移された。

## 日本国内におけるシュラウドの交換工事
東京電力を始めとする初期型のBWRを保有する電力会社では、配管等、比較的容易に交換可能な部材については応力腐食割れ対策品への交換工事が1980年代初頭頃までに実施されていた。一方、シュラウドは容易には交換可能ではなかったため交換出来ない状況が続いたが、1990年代に入るとシュラウドも応力腐食割れが進行し、1994年に福島第一原子力発電所2号機のシュラウドに亀裂が生じるなどのトラブルも生じてきた為、対策として交換技術を1990年代に数年かけて確立し、1997年6月より1年ほどの工程で3号機にて世界初のシュラウド交換工事が実施され、その後1990年代末にSUS304を使用している福島第一原子力発電所の一部プラントにおいて、順次交換工事を実施する計画が立てられた。なお、東京電力は日本国内でBWRを運用する電力各社でも特に早期から導入を行ったため、同原子力発電所では1,2,3,5号機が交換対象に該当する。
このようなシュラウド交換が必要となった背景として、桜井淳は、本発電所建設時代には軽水炉の拡大に重点が置かれ、1967年のドレスデン原子力発電所（米イリノイ州）での応力腐食割れの教訓を十分に吟味する時間的余裕を取らなかったこと、それから四半世紀余り後になり、高速増殖炉もんじゅナトリウム漏洩事故などによる世論の風当たりにより原発の新規立地、既存発電所への増設計画が進展しなかったことで、東京電力が老朽原子炉の安全対策を強化し、打開策とした旨の見解を取っている。
なお、3号機では1997年5月26日に運転を停止し検査、大規模保修に入った。工事は第16回定期検査と併せて実施された。シュラウド・炉内構造物の交換工事に240日かかり、その他通常の定期検査での実施事項も加わって全行程は300日であった。シュラウド交換工事の発注先は東芝と明らかにされたが、金額の明示は無く、業界筋の見積もりで100億円は下らないと言われていたという。ただし、同発電所での工事でノウハウを蓄積し、海外のプラント保修ビジネスに日本独自の技術として売り込む試金石としての指摘もなされていた。
なお、1999年11月24日に開催された福島労働基準局と県の情報交換会議によると、初のシュラウド交換工事を実施した3号機の場合、請負一人当たりの最大線量当量は26.7mSv、2号機の場合は工事期間が1998年8月12日から1999年5月27日に渡り請負一人当たりの線量当量は最大で24.5mSv、これに対して東京電力社員は5.3mSvであった。2000年10月、双葉地方原発反対同盟は朝日新聞の取材に対し交換工事での線量を低減するように求めるコメントを出した。
その後、同所では2号機、5号機で実施された。東京電力は3件目の工事となる5号機のシュラウド交換作業の効率化を企画、従来150億円かかった工事費を10%削減する計画を立てた。具体的には工法を変更し、カッター10個を装備した円盤状の切断機や鉄粒を混ぜた高圧水の吹付装置、狭隘部での溶接ロボットを新規開発、従来3000名必要だった作業員を1700名に削減し、工期も3号機実績より110日削減して316日で計画した。5号機の工事が完了した後、1号機で交換工事を実施する計画であった。1号機は2011年に運転開始から40年を控えて高経年化対策を打つ必要があったこともあり、同様に実施された
同社の他は、日本原子力発電敦賀発電所1号機、中国電力島根原子力発電所1号機などで実施された。なお、敦賀1号機では交換済みのシュラウドに2002年9月、ひび割れの兆候が発見されている。
同世代に属する浜岡原子力発電所1,2号機は耐震裕度向上工事と併せて実施を検討したが、コスト面の問題からリプレースが望ましいとして2008年末、廃炉を決定した。